# 이윤권
이윤권(李倫券, 2000년 1월 16일~)은 대한민국의 축구 선수로, 포지션은 공격수이다.